# Pershing (Wisconsin)
Pershing – miasto w Stanach Zjednoczonych, w stanie Wisconsin, w hrabstwie Taylor.